# Nocny kowboj
Nocny kowboj (ang. Midnight cowboy) – powieść obyczajowa autorstwa Jamesa Leo Herlihy'ego z 1965 roku.

## Treść
Joe Buck jako dziecko został porzucony przez matkę i wychowywany najpierw przez ciotki, a potem przez babcię, która niezbyt interesowała się jego wychowaniem. Po śmierci babci Joe nie może znaleźć miejsca w życiu. Pod wpływem dramatycznych zdarzeń decyduje się opuścić prowincjonalne miasteczko, w którym dorastał, i udać się do Nowego Jorku. Przybywa tam w stroju kowboja, spodziewając się, że zrobi karierę i majątek jako żigolak. Pobyt w Nowym Jorku przynosi mu jednak nowe klęski i rozczarowania. Na swojej drodze spotyka ludzi równie samotnych i zdemoralizowanych jak on.
Powieść posłużyła jako scenariusz do filmu o tym samym tytule (1969) w reżyserii Johna Schlesingera z Jonem Voightem w roli głównej.